# Byłgarewo
Byłgarewo (bułg. Българево) – wieś w Bułgarii, w obwodzie Dobricz, w gminie Kawarna. Według danych szacunkowych Ujednoliconego Systemu Ewidencji Ludności oraz Usług Administracyjnych dla Ludności, 15 czerwca 2022 roku miejscowość liczyła 1110 mieszkańców.

## Pochodzenie
Według profesora Bożidara Dimitrowa wykopaliska archeologiczne świadczą o tym, że Kaliakra była zamieszkana przez ludność protobułgarską. Natomiast ich potomkowie nadal mieszkają m.in. w wiosce Byłgarewo, niedaleko przylądka, i należą do grupy etnograficznej Gagauzów, którzy nazywają siebie „Eski Bulgar” (Starzy Bułgarzy).

## Osoby związane z miejscowością

### Urodzeni
- Nikołaj Urumow – (1963) bułgarski aktor i reżyser